# Mitchell Leisen
James Mitchell Leisen (Menominee, 6 ottobre 1898 – Los Angeles, 28 ottobre 1972) è stato un regista, scenografo, costumista produttore cinematografico statunitense.

## Biografia
Entrò nel cinema nel 1920 facendo anche la comparsa in alcune pellicole mute. Nel 1941 si ritagliò il ruolo del regista Dwight Saxon in una sua opera, La porta d'oro, girata con la tecnica del flashback, che peraltro ricevette una nomination al Premio Oscar come miglior film; in lingua italiana venne doppiato da Sandro Ruffini. Morì all'età di 74 anni a causa di un infarto e fu cremato al Chapel of the Pines Crematory.

## Riconoscimenti
Candidatura all'Oscar alla migliore scenografia nel 1930, per il film Dinamite diretto da Cecil B. DeMille.

## Filmografia

### Cinema

#### Regista
- Il canto della culla (Cradle Song) (1933)
- Bolero (1934) (non accreditato)
- La morte in vacanza (Death Takes a Holiday) (1934)
- Il mistero del varietà (Murder at the Vanities) (1934)
- La moglie indiana (Behold My Wife) (1934)
- Four Hours to Kill! (1935)
- I milioni della manicure (Hands Across the Table) (1935)
- Volo nella bufera (Thirteen Hours by Air) (1936)
- The Big Broadcast of 1937, (1936)
- Swing High, Swing Low (1937)
- Che bella vita o Un colpo di fortuna (Easy Living) (1937)
- The Big Broadcast of 1938 (1938)
- Artists and Models Abroad (1938)
- La signora di mezzanotte (Midnight) (1939)
- Ricorda quella notte (Remember the Night) (1940)
- Arrivederci in Francia (Arise, My Love) (1940)
- I cavalieri del cielo (I Wanted Wings) (1941)
- La porta d'oro (Hold Back the Dawn) (1941)
- La signora acconsente (The Lady Is Willing) (1942)
- Segretario a mezzanotte (Take a Letter, Darling) (1942)
- Non c'è tempo per l'amore (No Time for Love) (1943)
- Le schiave della città (Lady in the Dark) (1944)
- L'avventura viene dal mare (Frenchman's Creek) (1944)
- Sinceramente tua (Practically Yours) (1944)
- Kitty (1945)
- Mascherata al Messico (Masquerade in Mexico) (1945)
- A ciascuno il suo destino (To Each His Own) (1946)
- Mia moglie capitano (Suddenly It's Spring) (1947)
- Passione di zingara (Golden Earrings) (1947)
- L'uomo che vorrei (Dream Girl) (1948)
- La maschera dei Borgia (Bride of Vengeance) (1949)
- La colpa della signora Hunt (Song of Surrender) (1949)
- La spia del lago (Captain Carey, U.S.A.) (1950)
- Non voglio perderti (No Man of Her Own) (1950)
- La madre dello sposo (The Mating Season) (1951)
- La mia donna è un angelo (Darling, How Could You!) (1951)
- Avvocato di me stesso (Young Man with Ideas) (1952)
- Parata di splendore (Tonight We Sing) (1953)
- Il dubbio dell'anima (Bedevilled) (1955)
- Siete tutte adorabili (The Girl Most Likely) (1958)
- Folli notti a Las Vegas o La vergine di Dunwigh (Spree) (1967)

#### Aiuto regista / associate director
- The Prince Chap, regia di William C. de Mille - assistente regista (come James Mitchell Leisen) (1920)
- Dinamite (Dynamite), regia di Cecil B. DeMille - aiuto regista (con il nome J. Mitchell Leisen) (1929)
- Madame Satan (Madam Satan), regia di Cecil B. DeMille - aiuto regista (1930)
- Naturich la moglie indiana (The Squaw Man), regia di Cecil B. DeMille - aiuto regista (1931)
- Il segno della croce (The Sign of the Cross), regia di Cecil B. DeMille - aiuto regista (non accreditato) (1932)
- La principessa Nadia (Tonight Is Ours), regia di Stuart Walker - associate director (1933)
- L'aquila e il falco (The Eagle and the Hawk), regia di Stuart Walker - associate director (1933)

#### Scenografo
- The Prince Chap, regia di William C. de Mille (1920)
- Conrad in Quest of His Youth - arredatore (1920)
- La coppia ideale (Saturday Night), regia di Cecil B. DeMille (1922)
- La strega di York (The Road to Yesterday) di Cecil B. DeMille - con Anton Grot, Paul Iribe e Max Parker (1925)
- Il barcaiuolo del Volga (The Volga Boatman) di Cecil B. DeMille (1926)
- Il re dei re (The King of Kings) di Cecil B. DeMille (1927) (non accreditato)
- His Dog (1927)
- The Fighting Eagle (1927)
- The Angel of Broadway (1927)
- Marito in trappola (The Wise Wife), regia di E. Mason Hopper (1927)
- Dress Parade (1927)
- The Forbidden Woman, regia di Paul L. Stein (1927)
- Chicago, regia di Frank Urson (1927)
- Power, regia di Howard Higgin (1928)
- Celebrity, regia di Tay Garnett (1928)
- Show Folks, regia di Paul L. Stein (1928)
- Love Over Night (1928)
- Ned McCobb's Daughter (1928)
- Donna pagana (The Godless Girl), regia di Cecil B. DeMille (1929) (con il nome James Mitchell Leisen)
- Dinamite (Dynamite) di Cecil B. DeMille (1929) (con il nome J. Mitchell Leisen)
- Madame Satan (Madam Satan), regia di Cecil B. DeMille (1930)
- Naturich la moglie indiana (The Squaw Man), regia di Cecil B. DeMille (1931)
- Il segno della croce (The Sign of the Cross), regia di Cecil B. DeMille (1932) (non accreditato)

#### Costumista
- Maschio e femmina (Male and Female), regia di Cecil B. DeMille - (disegnatore costumi: sequenza Babilonese) (non accreditato) (1919)
- Conrad in Quest of His Youth, regia di William C. de Mille (1920)
- Forbidden Fruit, regia di Cecil B. DeMille (1921)
- Robin Hood, regia di Allan Dwan - (come Leisen) (1922)
- Rosita, regia di Ernst Lubitsch - (1923)
- The Courtship of Myles Standish (1923)
- Il ladro di Bagdad (The Thief of Bagdad), regia di Raoul Walsh (1924)
- Dorothy Vernon of Haddon Hall, regia di Marshall Neilan (1924)
- La strega di York (The Road to Yesterday), regia di Cecil B. DeMille (1925)
- Show Folks, regia di Paul L. Stein - costumista (1928)
- La bisbetica domata (The Taming of the Shrew), regia di Sam Taylor (1929)
- Il segno della croce (The Sign of the Cross) (1932)
- La signora acconsente (The Lady Is Willing) (1942)
- Segretario a mezzanotte (Take a Letter, Darling), regia di Mitchell Leisen - costumi (1942)
- Le schiave della città (Lady in the Dark), regia di Mitchell Leisen (1944)
- L'avventura viene dal mare (Frenchman's Creek) (non accreditato) (1944)
- La maschera dei Borgia (Bride of Vengeance) (1949)

#### Produttore
- Midsummer Madness, regia di William C. de Mille - direttore di produzione (1920)
- Remember the Night - (produttore) (1940)
- La signora acconsente (The Lady Is Willing) - (produttore) (1942)
- Segretario a mezzanotte (Take a Letter, Darling), regia di Mitchell Leisen - produttore (1942)
- Non c'è tempo per l'amore (No Time for Love) - (produttore) (1943)
- Sinceramente tua (Practically Yours) - (produttore) (1944)
- Kitty, regia di Mitchell Leisen - (produttore) (1945)
- The 26th Annual Academy Awards (1954) (TV) (produttore)

### Televisione

#### Regista
- Le grandi fiabe (Shirley Temple's Storybook) – serie TV, 1 episodio (1958)
- General Electric Theater – serie TV, 4 episodi (1959)
- Ai confini della realtà (The Twilight Zone) – serie TV, 3 episodi (1959-1960)
- Markham – serie TV, 4 episodi (1960)
- Thriller – serie TV, 2 episodi (1960)
- Carovane verso il west (Wagon Train) – serie TV, 2 episodi (1961)
- Adventures in Paradise – serie TV, 2 episodi (1961-1962)
- The Girl from U.N.C.L.E. – serie TV, 3 episodi (1966-1967)

## Galleria d'immagini

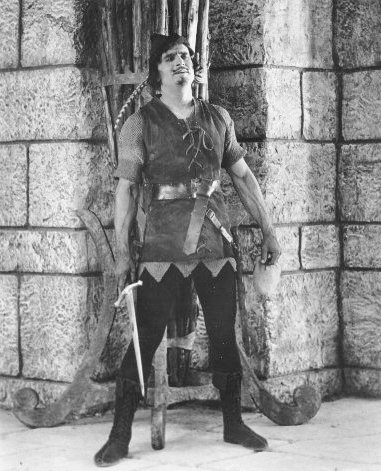
Costume per Robin Hood (1922)
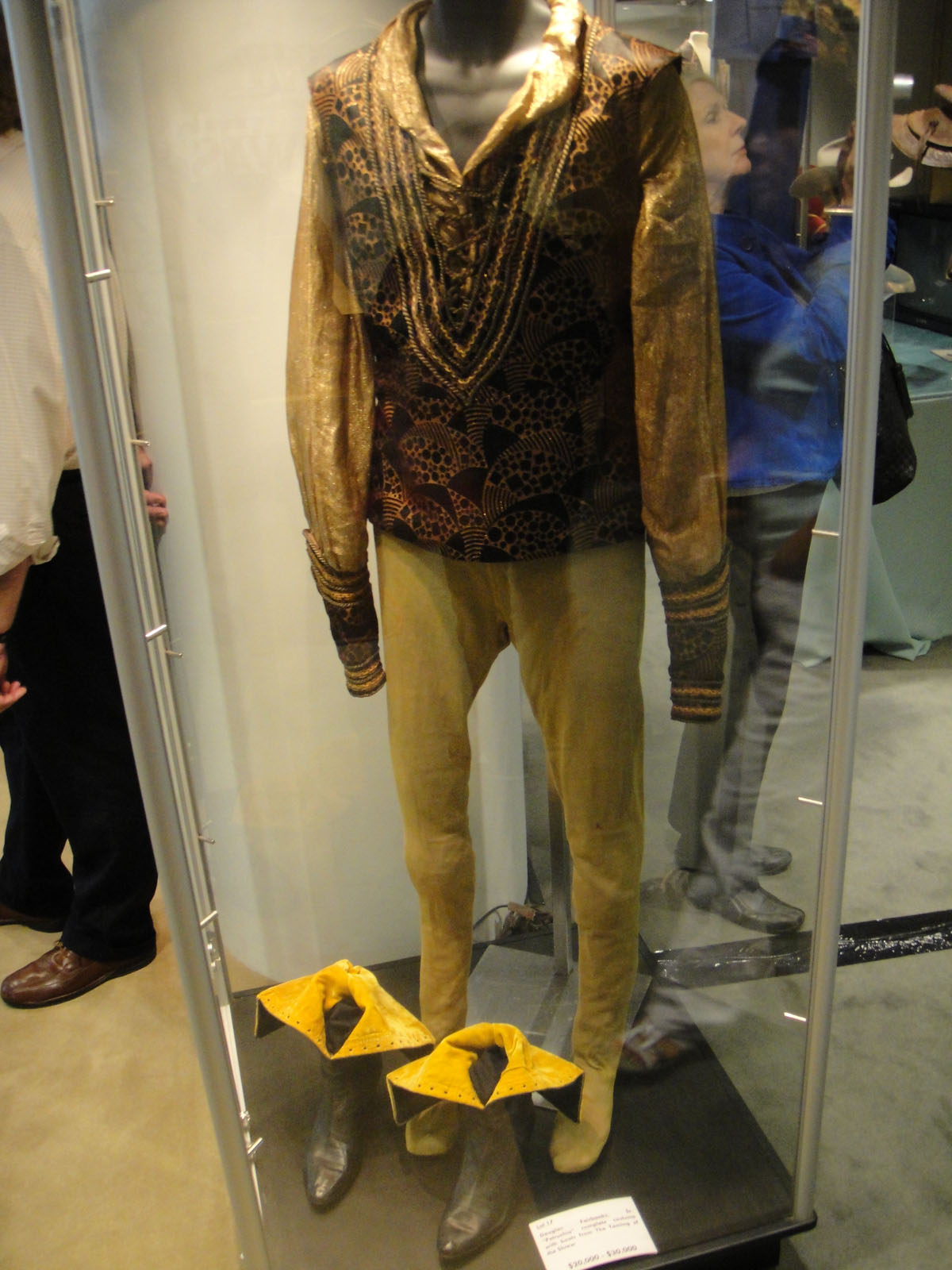
Costume di Petruccio per La bisbetica domata (1929)